# Ruses d'amour
Les ruses de l'amour, aussi écrit Ruses d'amour et portant le sous-titre Le procès de Damis, est un ballet en un acte de Marius Petipa, sur une musique d'Alexandre Glazounov, composé en 1898 et portant l'opus 61.
Publié en 1899, le ballet verra sa première mondiale au Théâtre de l'Ermitage de Saint-Pétersbourg, le 29 janvier 1900.

## Contexte
En 1899, le chorégraphe et administrateur Ivan Vsevolojski prend la direction du théâtre impérial de l'Ermitage: il charge Petipa de créer trois courts ballets pour la saison 1900-1901 du théâtre de l'Ermitage et auxquels assisterait la cour impériale russe. 
Pour ces scénarios, Petipa s'inspire d'une variété de sujets en collaboration avec Alexandre Glazounov et Riccardo Drigo. 
Le premier ballet de cette nouvelle trilogie est Les Ruses d'amour (ou Le Procès de Damis) inspiré du style rococo français; sa chorégraphie est notée selon la méthode Stepanov et fait à présent partie de la Collection Sergeyev.
La première de janvier 1900 est assurée par les danseurs étoiles Pierina Legnani (Isabella) et Pavel Gerdt (Damis). Cette version fut aussi dansée la même année avec Olga Preobrazhenskaya en Isabella.

## Personnages
- Lucinde, la duchesse;
- Isabelle/Isabella, sa fille;
- Marinette, la soubrette;
- Damis, fiancé d'Isabelle;
- Frontin, valet de Damis;
- Divers invités de Lucinde, amies d'Isabelle, comédiens et villageois.

## Argument
Le ballet raconte l'histoire de la fille d'une duchesse, Isabella, qui se déguise en servante pour vérifier si son fiancé, le marquis Damis, l'aime pour elle-même plutôt que pour son titre.
Damis se rend chez la duchesse Lucinda, dont il est fiancé à la fille (Isabella) qu'il n'a jamais rencontré. Isabella met le jeune homme à l'épreuve en échangeant ses vêtements avec sa servante (Marinette) et en tentant de séduire Damis. Damis passe honorablement l'épreuve et reçoit sa main en récompense.

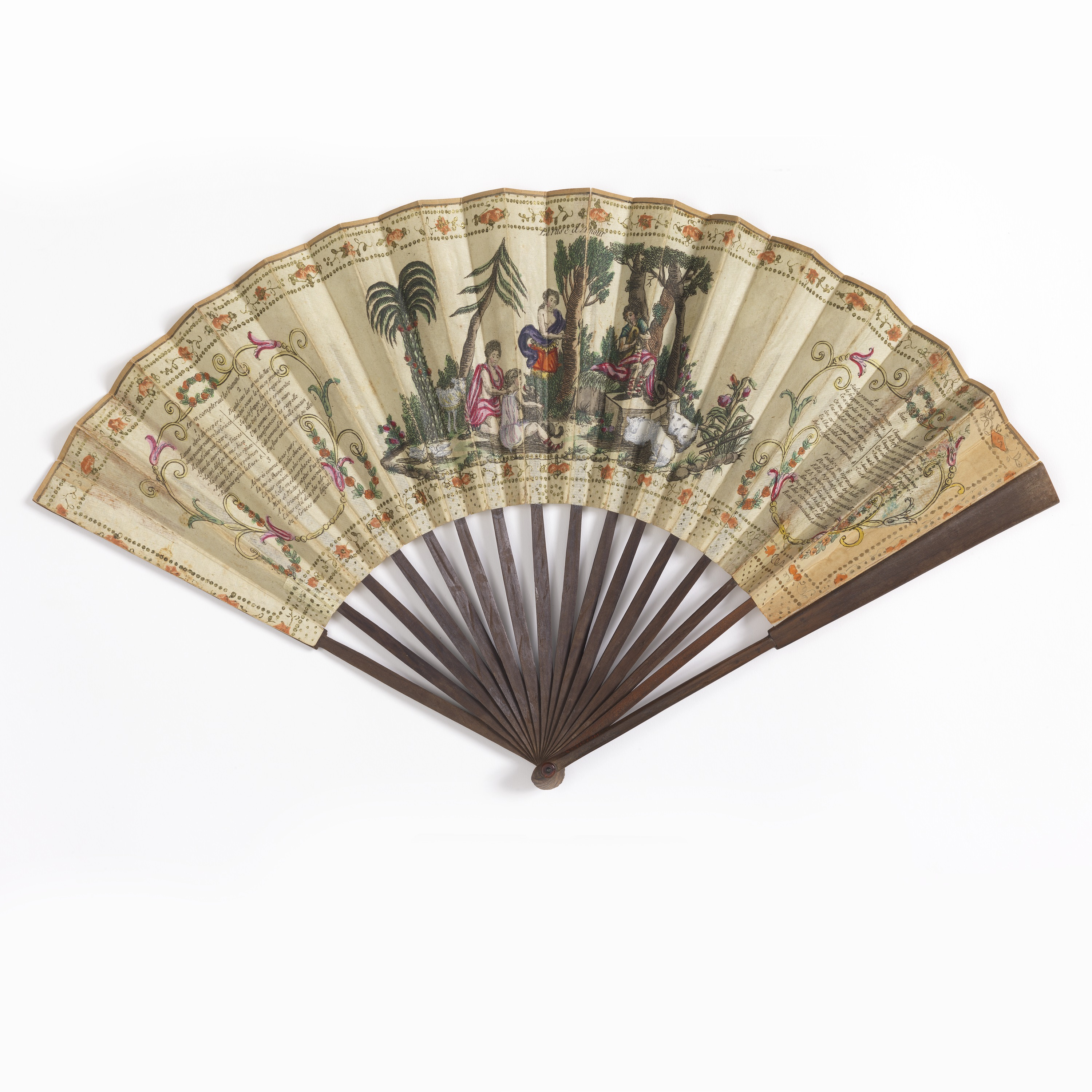
Éventail de 1790 sur une scène champêtre du thème des Ruses d'amour.

### Livret
- Introduction

Le rideau se lève sur le décor d'un parc. À gauche: un grand escalier conduit au château de la duchesse; le milieu de la scène représente une pelouse.
Au lever de rideau sont présents plusieurs groupes de danseurs et des jeux dans le style de Watteau.
Ces gens sont invités par la duchesse pour assister aux retrouvailles de sa fille Isabella avec Damis, son fiancé qu'elle ne connaît que de nom. Ils prennent le chocolat sur la pelouse.
- Scène I
  - Récitatif mimique (Gavotte. Musette): Après une brève introduction musicale (récitatif-mimique), Isabella et un jeune comte dansent une gavotte, accompagnés aux luths et musettes par des seigneurs invités.
  - Sarabanda (pour 4 paires)
  - Farandole
- Scène II (La deuxième scène fait intervenir une troupe de marionnettistes dans le parc du château.)
  - Danse des marionnettes
- Scène III (Isabella déclare son amour pour Damis.)
- Scène IV
- Scène V
  - Variation
- Scène VI. Marcia
- Scène VII. Grande valse (scène d'intrigue entre Isabella, Marinette et Damis)
- Scène VIII
- Scène IX
- Scène X (dénouement final de l'intrigue: Damis comprend qu'il a été l'enjeu d'une manipulation et déclare son amour à Isabella)
- Scène XI
  - Ballabile des paysans et des paysannes
  - Grand pas des fiancés
  - Variation
  - La Fricassée

## Analyse
La partition est écrite pour orchestre symphonique dans la tonalité principale de fa majeur.
Après une brève introduction (Allegro moderato, 88 BPM) citant l'air de J'ai du bon tabac, un « Più mosso » (130 BPM) – dans lequel les violons effectuent un moto perpetuo en doubles croches – précède le lever le rideau sur la première scène champêtre. Le matériau mélodique et rythmique du premier thème y est repris (souvent tronqué) dans divers pupitres d'instruments.

### Scène I
Un solo de harpe arpégé (Allegretto) fait office de pont avant un tutti accompagnant le début de la scène I. Ce tutti reprend des éléments mélodiques de J'ai du bon tabac variés rythmiquement (notamment aux cordes et bois).
Un court « récitatif mimique » introduit une gavotte traitée traditionnellement (à 2 temps et 62 BPM à la blanche); le thème de cette première danse, exposé aux violons I, est construit sur un « antécédent-conséquent » rythmique sur 8 mesures (4+4). La Musette fait entendre un thème contrastant et plus rapide en ré majeur à la flûte.
Dans cette suite de danses à la française suit, sans pause, une Sarabande en sol mineur, dont la mesure est à trois blanches. On y perçoit une allusion aux rythmes doublement pointés de la musique française du tournant du XVIIIe siècle.
La Farandole en do majeur clos cette suite, avec une mélodie ternaire, rapide et à 8 mesures; elle rappelle le jeu du tambourinaire provençal.
Le thème du Récitatif-mimique réapparait en pont avant la Scène II.

### Scène II
Un petit thème contrastant en ré majeur vient introduire une Danse des marionettes [sic]. C'est ici une mélodie ternaire (3/8) rapide, battue à la mesure et qui fait intervenir le piccolo et le célesta de paire, de manière virtuose.
Après cette longue scène, les éléments narratifs du récitatifs reprennent, mêlés au matériau mélodique des marionnettes, pendant que les marionnettistes s'éloignent.

### Scène III
La scène III s'ouvre sur un motif en si b majeur, prégnant aux violons et à la flûte, en double croche, accompagné par du matériau rythmique rappelant le début du thème de J'ai du bon tabac. Un solo de clarinette en mi b M est l'élément moteur de la scène III – dans laquelle Isabelle déclare son amour pour Damis à sa mère. 
Musicalement, la scène prend la forme d'un grand crescendo général en si majeur, tonalité particulièrement « lumineuse », où l'on remarque une diminution rythmique du thème de l'amour aux cuivres (créant une impression de grandiosité des sentiments). Elle se termine sur un ritenuto et une orchestration allégée, mettant en avant les cordes et la harpe arpégée dans une atmosphère de rêverie.

### Scène IV
Une modulation en sol majeur a lieu entre la fin de la Scène III (en si M) et le premier accord de la Scène IV (en sol, tonalité à la tierce inférieure). Un thème trochée doublement pointé rappelle la noblesse du caractère du jeune et beau marquis entrant.

### Scène V
Une scène en sol majeur, plus rubato et narrative pendant cet échange entre la duchesse déguisée en soubrette et son futur époux qui ignore son identité. Jeu de caractères (contrastes rythmiques et mélodiques) entre les bois aigus et les cordes.
Une variation à trois temps, en si b majeur (danse de « Marinette ») vient ponctuer l'échange. Son thème est un « antécédent-conséquent » de huit mesures. Le ton voisin de ré mineur est utilisé dans une seconde partie contrastante.

### Scène VI
La scène est constituée d'une unique Marche en la majeur, symbolisant l'arrivée de la Duchesse et de sa cour.
La fin de la scène est caractérisée par un crescendo général qui se termine par un accord de dominante (de si b majeur) quatre mesures avant la Scène VII.

### Scène VII
Grande Valse en si b majeur (introduction de 28 mesures). 
Dans la deuxième partie, l'orchestration sert de guide à l'affirmation des deux caractères féminins antagonistes de la scène: d'un côté la « fausse duchesse » (la servante Marinette) représentée par un thème plus proche de la Mazurka que de la Valse et un rythme plus « lourd » ponctué par les cymbales et la grosse caisse; tandis que la vraie Isabella (déguisée en soubrette) bénéficie d'un thème plus gracieux (flûtes et hautbois) accompagné par les cordes sans percussions et qui apparaît deux fois en entier au cours de cette valse.
Une transition en la b majeur vient conclure la scène de la valse.

### Scène VIII
Scène extrêmement courte, consistant en une transition orchestrale (en fa majeur) vers la Scène IX. Le sentiment pressant de la scène VIII se fait sentir par l'indication « Allegro agitato », où le marquis déclare sa flamme à Marinette – qui entre temps a repris sa place réelle de servante – qu'il croit aimer.

### Scène IX
L'effet suspensif et la confusion au début de cette micro-scène (une page) sont accentués par la présence de trilles et l'incertitude tonale dans laquelle l'oreille se trouve. Même tonalité générale que la précédente.

### Scène X
Dans cette scène « du dénouement » une introduction de vingt mesures (en la b majeur) précède un nouveau thème en si majeur – tonalité « lumineuse » – et marqué Andante puis Moderato. Cette scène amène effectivement au climax de l'œuvre et au dénouement final de l'intrigue, avec un tutti du thème, accentuant un effet de plénitude de la situation.

### Scène XI
La suite de danses villageoises en ré majeur est marquée par des rythmes ternaires et un tempo plus rapide (Presto).
Suit le grand pas de deux (Andantino), toujours ternaire.
La Fricassée, Finale de l'œuvre, rejoint la tonalité originelle de fa majeur dans une danse à deux temps enjouée (Allegro moderato).

## Enregistrements notables
- A.K. Glazunov: Les ruses d'amour, Mikhail Chernyakhovsky, Orchestre symphonique de la radio de l'URSS
- Glazunov: Ruses d'amour, Horia Andreescu, Orchestre philharmonique moldave de Iași; Label: Marco Polo (1987[5])

### Pages liées
- Raymonda
- Les Saisons